# Gemello digitale
Un gemello digitale è la rappresentazione virtuale di un'entità fisica, vivente o non vivente, di una persona o di un sistema anche complesso connessa a una parte fisica e con la quale può scambiare dati e informazioni, sia in modalità sincrona (in tempo reale), che asincrona (in tempi successivi).
Il gemello digitale può evolversi fino a diventare una vera e propria replica digitale di risorse fisiche potenziali ed effettive (gemello fisico), di processi, di persone, di luoghi, di infrastrutture, di sistemi e dispositivi che possono essere utilizzati per vari scopi.
La componente digitale può includere tutte le informazioni relative al ciclo di vita degli elementi fisici che rappresenta.
In termini generali le principali caratteristiche del gemello digitale sono:
1. L'insieme dei dati e delle informazioni in qualunque modo riferibili alle entità rappresentate dal gemello digitale.
2. la connessione tra gli elementi della componente fisica con la corrispondente parte virtuale (cibernetica).[4]
3. la possibilità di accesso ubiquitario a dati e risorse informatiche attraverso il web, con possibilità di ricerca e analisi delle informazioni (big data, machine learning, intelligenza artificiale).
4. lo scambio di dati e informazioni tra la componente virtuale (cibernetica) e quella fisica, con utilizzo di sensori e attuatori.[5]

Il concetto di gemello digitale può essere paragonato ad altri concetti (ambienti di realtà incrociata, cospazi, modelli speculari), che mirano, in generale, a modellare parte del mondo fisico (ad esempio un oggetto o un luogo) con la sua rappresentazione cyber (che può essere un'astrazione di alcuni aspetti del mondo fisico). Utile citare il libro di David Gelernter Mirror Worlds.
I gemelli digitali possono integrare l'Internet delle cose, l'intelligenza artificiale, l'apprendimento automatico e l'analisi dei dati. Possono creare modelli di simulazione digitale che si aggiornano e cambiano quando cambiano le loro controparti fisiche.
Un gemello digitale può apprendere e aggiornarsi continuamente da più fonti. Può anche rappresentare, in tempo reale, lo stato, la condizione di lavoro o la posizione degli oggetti o del sistema fisico.
I dati che rappresentano il gemello digitale possono derivare dalle fonti più diverse: dai sensori che trasmettono vari aspetti delle sue condizioni operative; dati storici relativi alle condizioni passate; dati forniti da esperti umani, come ingegneri, tecnici, medici, con una conoscenza specifica e pertinente; dati raccolti da altre macchine simili, o dai sistemi e dall'ambiente di cui può far parte; informazioni recuperate da qualunque banca dati accessibile attraverso Internet.
Il gemello digitale può anche utilizzare sistemi di machine learning e di intelligenza artificiale, per elaborare i dati e produrre nuova conoscenza.
Il termine "gemello digitale" è particolarmente diffuso in ambito industriale, dove è specificatamente utilizzato per indicare la riproduzione virtuale di un processo o di un servizio reale realizzato attraverso i dati raccolti dai sensori.
In molti settori industriali, i gemelli digitali sono già ampiamente utilizzati per ottimizzare il funzionamento e la manutenzione sia di beni fisici che di sistemi e processi produttivi. Rappresentano una tecnologia che si basa sull'Internet industriale delle cose (IOT), in cui gli oggetti fisici possono vivere e interagire virtualmente con altre macchine e persone.
Nel contesto dell'Internet delle cose, i gemelli digitali vengono anche definiti "cyberobject" o "avatar digitali".
Il gemello digitale è anche un componente importante del concetto di sistema ciberfisico.

## Struttura e modello
Il concetto di gemello digitale è stato coniato nel 2003 da Michael Grieves secondo il quale il gemello digitale corrisponde alla replica digitale di un qualsiasi prodotto fisico. Esso è caratterizzato da tre parti:
- elemento fisico nello spazio reale;
- elemento virtuale nello spazio virtuale;
- dati e informazioni che forniscono le connessioni tra il sistema fisico e virtuale.

È importante sottolineare la forte connessione tra il fisico e il virtuale: infatti, il gemello digitale non è semplicemente la copia del prodotto fisico (es. Modello 3D) ma è anche strettamente connesso a questo da specifiche relazioni.
In particolare, si riconoscono tre diverse tipologie di gemello digitale: Digital Twin Prototype (DTP), Digital Twin Instance (DTI) e Digital Twin Aggregate (DTA). Con DTP ci si riferisce ai disegni, alle analisi e ai processi per realizzare un prodotto fisico; il DTI è il gemello digitale di ogni singola istanza del prodotto una volta che è realizzato; il DTA è l'aggregazione di DTI i cui dati e informazioni possono essere utilizzati per interrogare il prodotto fisico, per simulazioni e previsioni. Queste tre diverse tipologie di gemello digitale vengono gestiti attraverso un Digital Twin Environment (DTE).
Un'altra classificazione del gemello digitale si riferisce al diverso livello di flusso dati e informazioni che può avvenire tra la parte fisica e la copia digitale di un gemello digitale. A seconda del differente livello di integrazione si parla di: Digital Model (DM), Digital Shadow (DS) e Digital Twin (DT).